# 三神論
三神論（英語：Tritheism）とは、世界が3柱の神の力の均衡・協力によって成り立っているという考え、もしくは信仰である。代表的な三神論は、ヒンドゥー教の三神一体などが上げられる。キリスト教の三位一体は三神論とは異なると考えられ、「父」と「子」と「聖霊」を別柱の神とする末日聖徒イエス・キリスト教会を異端としている。